# Помоћни натписи
Помоћни или скривени натписи (енгл. closed captions), познатији под скраћенцом ЦЦ (CC), представљају текст на телевизијском и видео екрану или другим уређајима за приказ слике како би гледаоцима пружили додатне информације или превод изреченог. Помоћни натписи су обично транскрипт звука телевизијског програма (у дословном или прилагођеном облику), понекад укључују и невербалне елементе.

## Терминологија
Појам „скривени” означава да натписи нису видљиви све док их гледалац не активира, обично даљинским управљачем или опцијом у менију. За разлику од њих, „уграђени” титлови су видљиви свим гледаоцима.
Већина света не прави разлику између натписа и титлова. Ипак, у САД и Канади ова два појма имају различито значење. „Титлови” су пре свега намењени гледаоцима који чују али не разумеју језик или акценат, или говор није потпуно разумљив, те се транскрибују дијалози и понеки текст на екрану. Сврха „натписа” је да глувим особама и особама оштећеног слуха опише све звукове значајне за радњу – дијалоге и невербалне информације, као што су идентитет говорника и, повремено, њихов начин обраћања – заједно са музиком или звучним ефектима употребом речи или симбола. Такође, термин „скривени натпис” почео је да се користи за означавање северноамеричког кодирања EIA-608 које се употребљава са видеом компатибилним са NTSC-ом.